# Druckeruitbouw

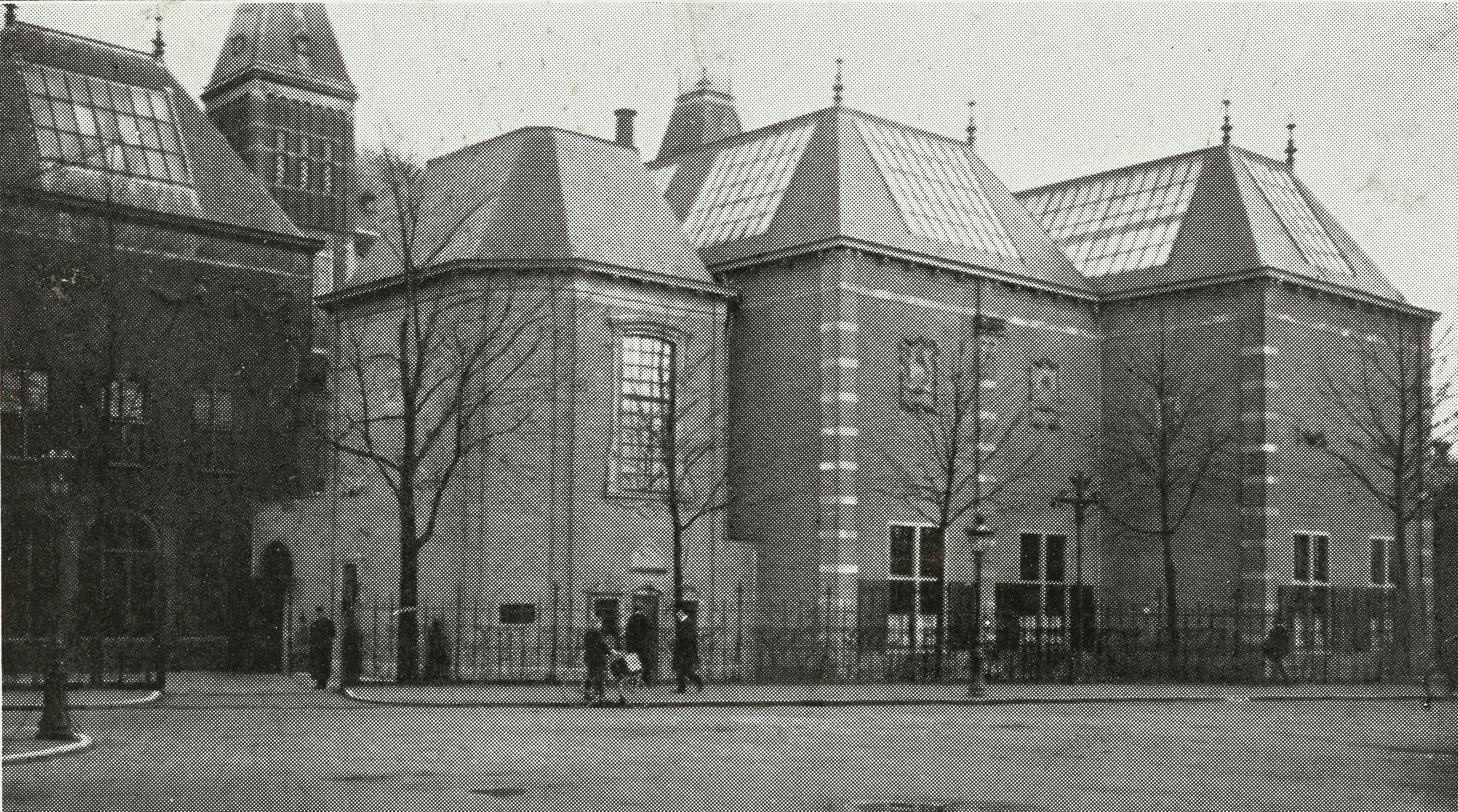
De net voltooide Druckeruitbouw met de eigen ingang in 1908-1909

De Druckeruitbouw of Druckervleugel is een gebouw van het Rijksmuseum Amsterdam, geopend in 1909, om de collectie Drucker-Fraser tentoon te stellen. Het betrof een kunstcollectie van 'moderne' negentiende-eeuwse kunstwerken van de Haagse school, verzameld door het echtpaar Joseph Drucker en Maria Lydia Fraser. Tot dan stond een deel van de collectie sinds 1904 in de lange zaal (Troostzaal) van het Fragmentengebouw, maar daar ontstond plaatsgebrek. In 1913 werd begonnen aan een uitbreiding, die in 1916 gereed kwam. Het gebouw bevindt zich op de Hobbemastraat 19.
Als voorwaarde voor het exposeren van de gehele collectie verlangde het echtpaar dat aan het Rijksmuseumgebouw passende ruimten zouden worden aangebouwd, zodat de verzameling chronologisch zou aansluiten op die van het Rijksmuseum. In ruil daarvoor kreeg het Rijksmuseum delen van de collectie in bruikleen, maar vastgelegd werd dat die uiteindelijk in zijn geheel gelegateerd zou worden.
Het gebouw is net als het Rijksmuseumgebouw ontworpen door Pierre Cuypers en gebouwd onder leiding van zijn zoon en architect Joseph Cuypers. Het werd naast het Fragmentengebouw geplaatst met een ingang via de tuin aan de Hobbemastraat. Al snel na de totstandkoming van de eerste uitbreiding gaf het echtpaar een deel van zijn in bruikleen afgestane collectie in eigendom aan het Rijksmuseum. Beide echtelieden stierven in augustus 1944. De collectie bevat naast schilderijen en aquarellen onder meer ook pastels, andere tekeningen, tapijten, meubels, aardewerk, porselein en zilver, alsook een stel antieke Chinese vazen uit de Kangxi-periode. Het laatste dat afgestaan werd, was een verzameling kant.

## Eerste Druckeruitbouw

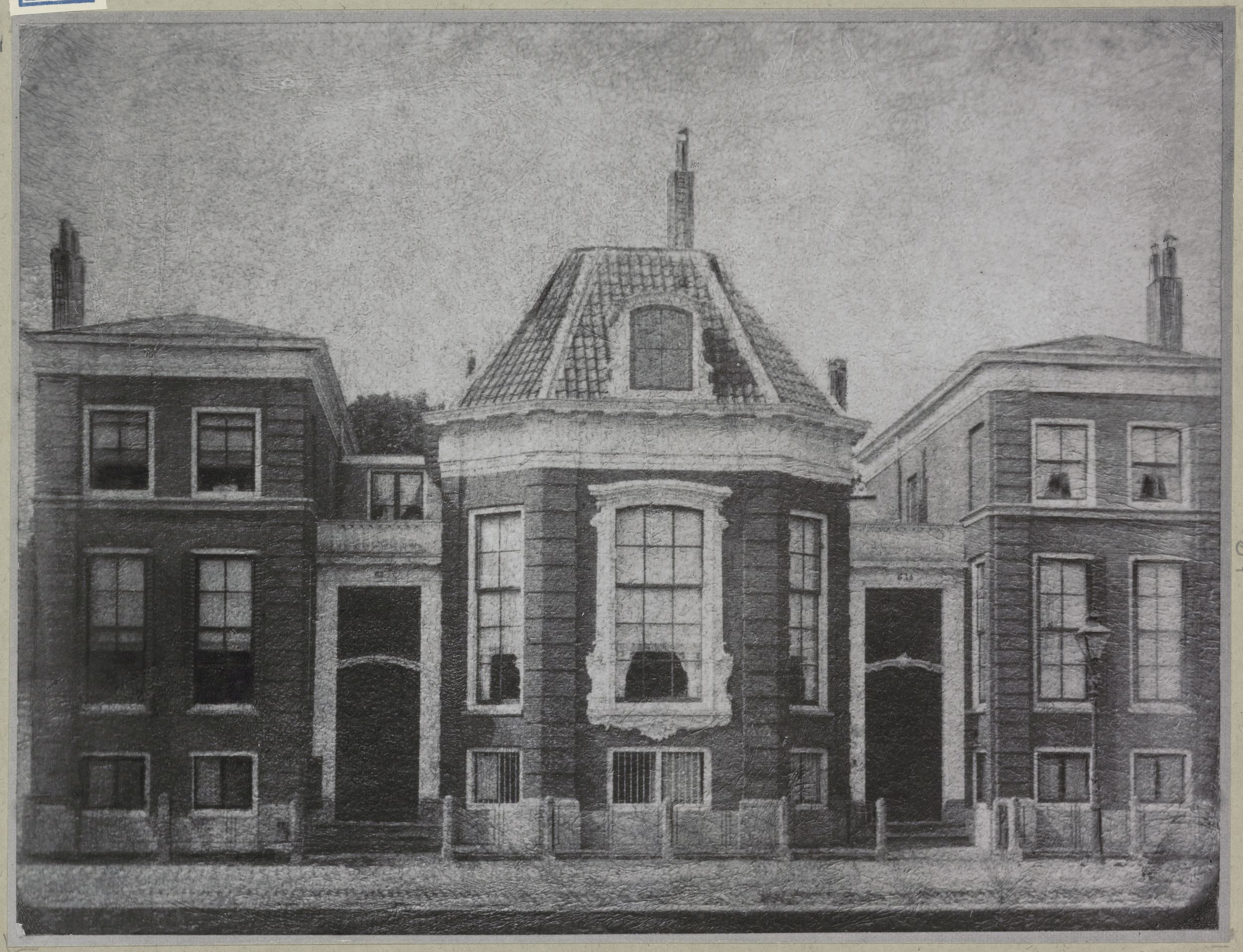
Het 18e-eeuwse buitenhuis op de Schiekade te Rotterdam waarvan delen in het Rotterdamse koepelportaal verwerkt zijn.

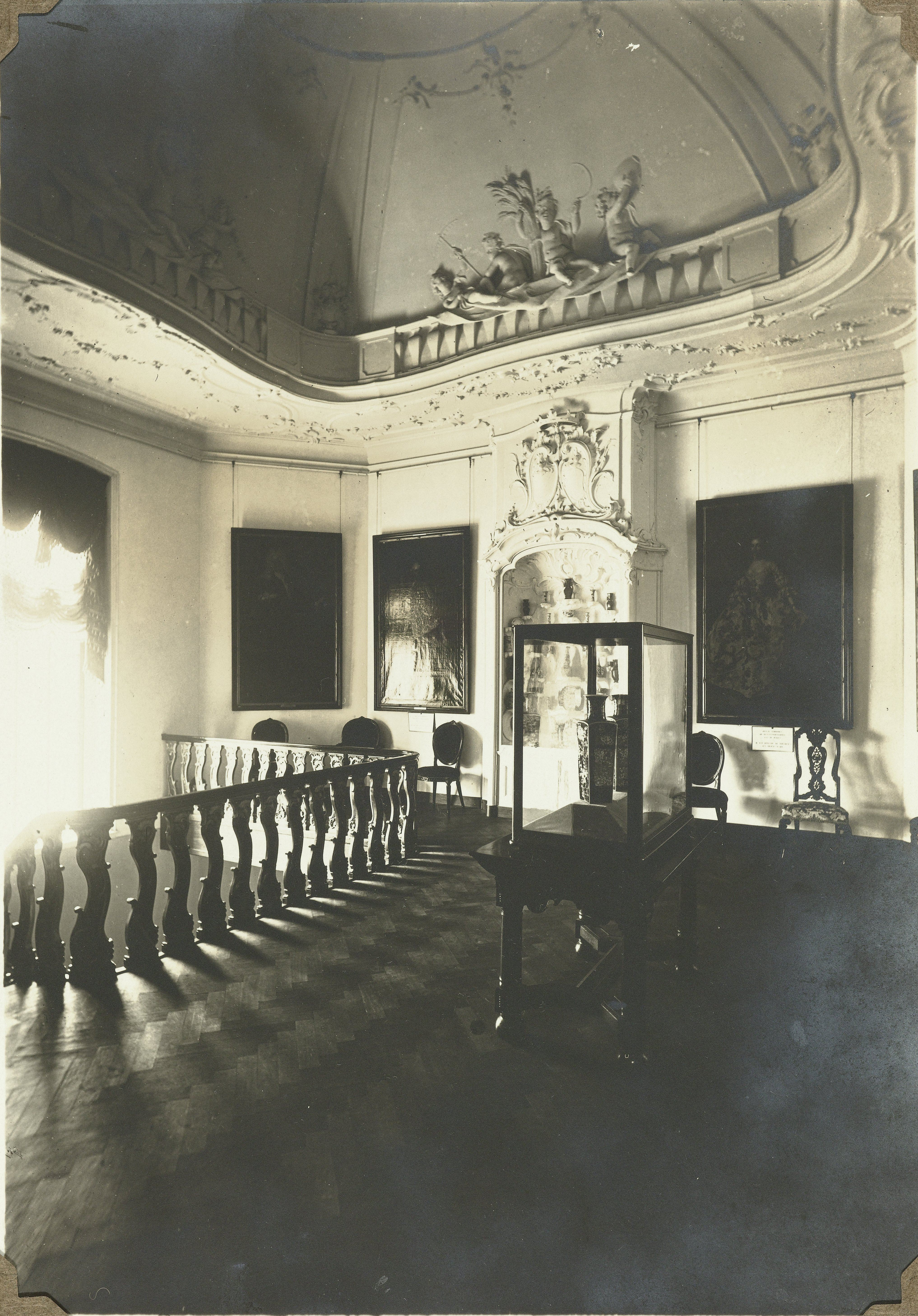
Het Rotterdamse trappenhuis en koepel vormde de ingang, omstreeks 1909

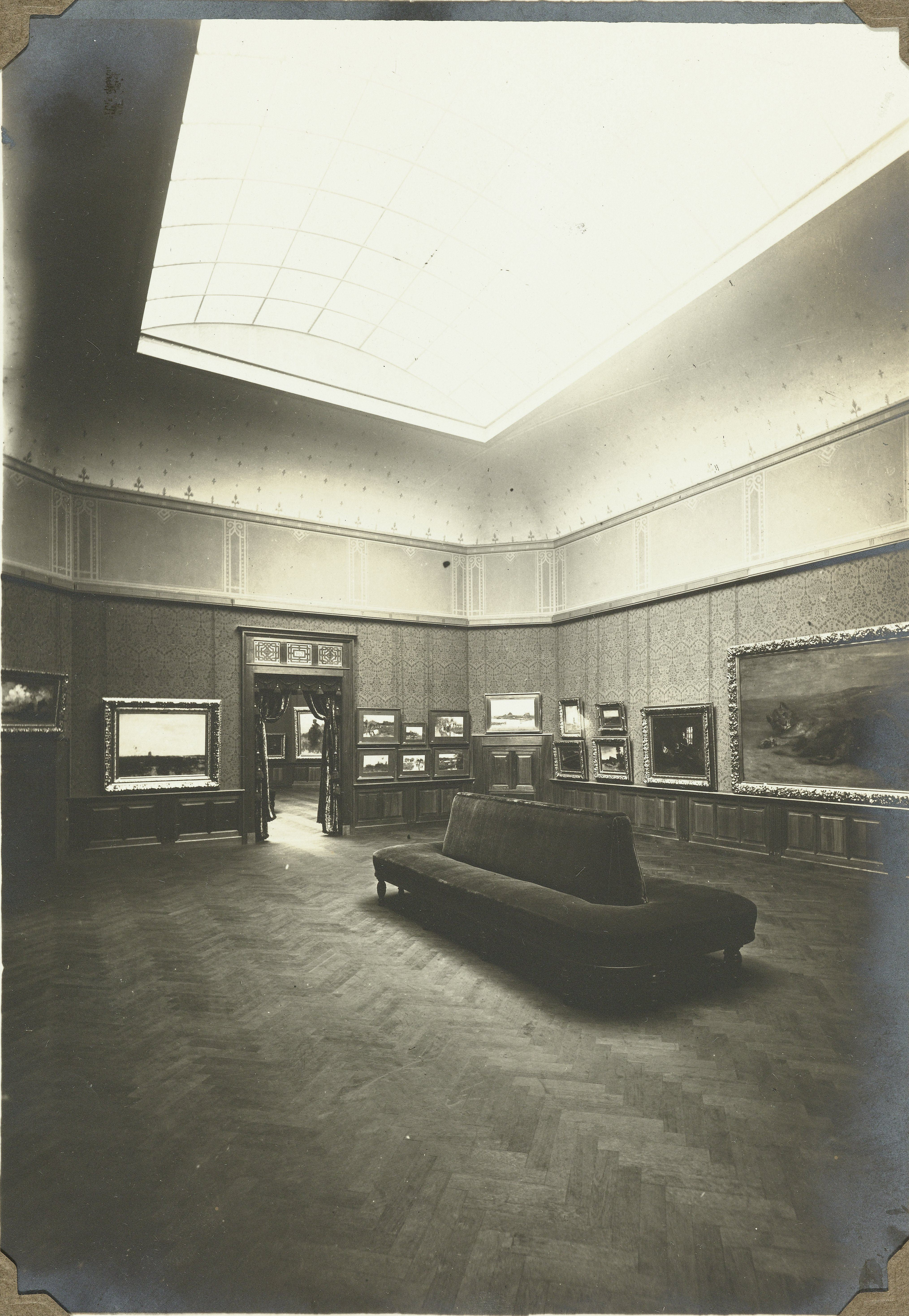
Typerende zaal in de Druckeruitbouw in 1922. Het parket met het visgraatmotief, behang en houten lambrisering zijn bij latere verbouwingen verwijderd.

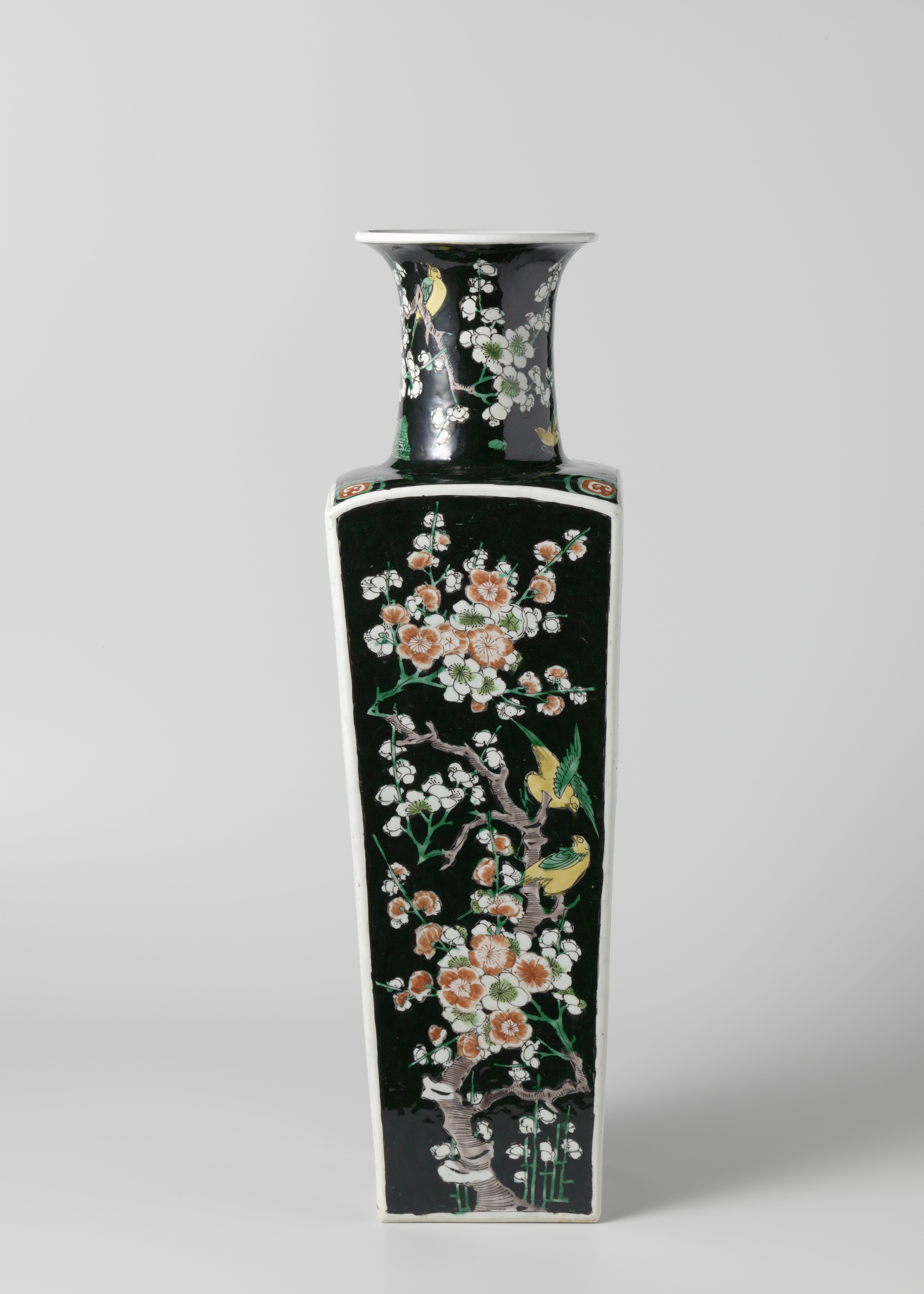
Chinese antieke vaas, destijds prominent opgesteld in het Rotterdamse koepelportaal.

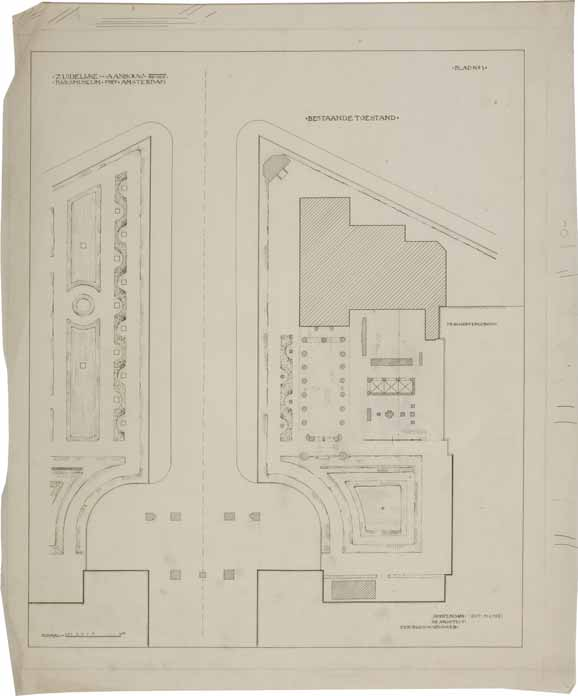
Plattegrond met gearceerd de eerste Druckeruitbouw

Met de bouw van de eerste Druckeruitbouw werd in 1906 begonnen en het werd op 3 december 1909 opengesteld voor het publiek. De entree werd gevormd door het Rotterdams koepelportaal dat tevens een verbinding vormde met het Fragmentengebouw. De Lodewijk XV-koepel toont de vier jaargetijden en is afkomstig van een voormalig buitenhuis dat zich aan de Schiekade 65-67 in Rotterdam bevond. Het bouwwerk werd in 1755 gebouwd door Gerrit Verryst in opdracht van Engel van Limburg. De Rotterdamse architect Jacobus van Gils en bibliothecaris Gerrit van Rijn wisten voorafgaand aan de sloop in 1906 de wand- en plafondversieringen van de koepelkamer te behouden. Een rococo-trap leidt naar de koepelkamer. In een ingebouwde kast werd porselein uit het Nederlandsch Museum voor Geschiedenis en Kunst en de Chinese vazen uit de Druckercollectie opgesteld.
Een adviescommissie met de kunstschilders Willem Maris (om gezondheidsredenen later vervangen door Marius Bauer), Jozef Israëls en Hendrik Willem Mesdag bepaalde de inrichting. De Druckercollectie bestond bij de opening van de uitbouw uit 38 schilderijen en 31 tekeningen.

## Tweede Druckeruitbouw

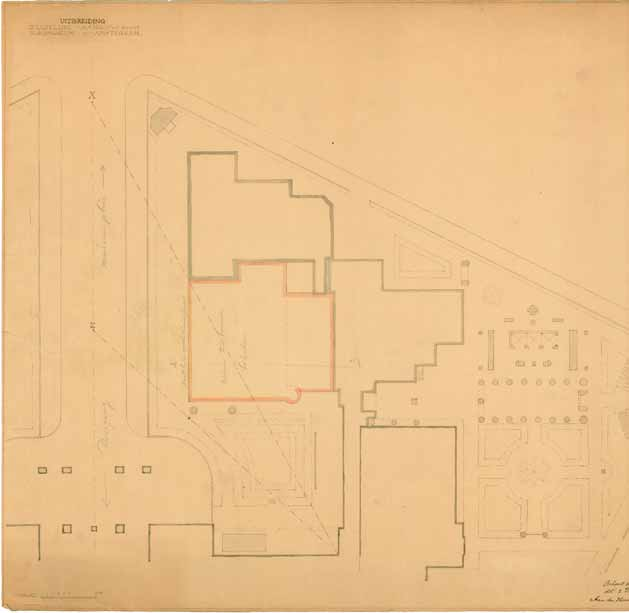
Ontwerp uit 1912 met de tweede Druckeruitbouw in rood gearceerd

In 1913 werd begonnen aan een uitbreiding om meer bruiklenen te kunnen opnemen. Deze uitbouw in de richting van het hoofdgebouw stuitte aanvankelijk op verzet van de kunstwereld en gemeenteraadsleden. Ook Cuypers had bedenkingen, maar het belang van de collectie-uitbreiding won het van de bezwaren dat de harmonie van hoofdgebouw aangetast werd. Voor de uitbreiding werd een stuk tuin opgeofferd waar oorspronkelijk restanten van de Nieuwezijds Kapel opgesteld stonden. Deze bouwfragmenten werden overgenomen en elders opgeslagen. De uitbreiding kwam in 1916 gereed.
De uitbouw kreeg op de begane grond geen gewelven, maar betonnen balken en werd met een lichtstraat verbonden met het Fragmentengebouw waardoor een hoge hal ontstond, de Rijtuigzaal, met een groot raam uitkijkend op het hoofdgebouw.

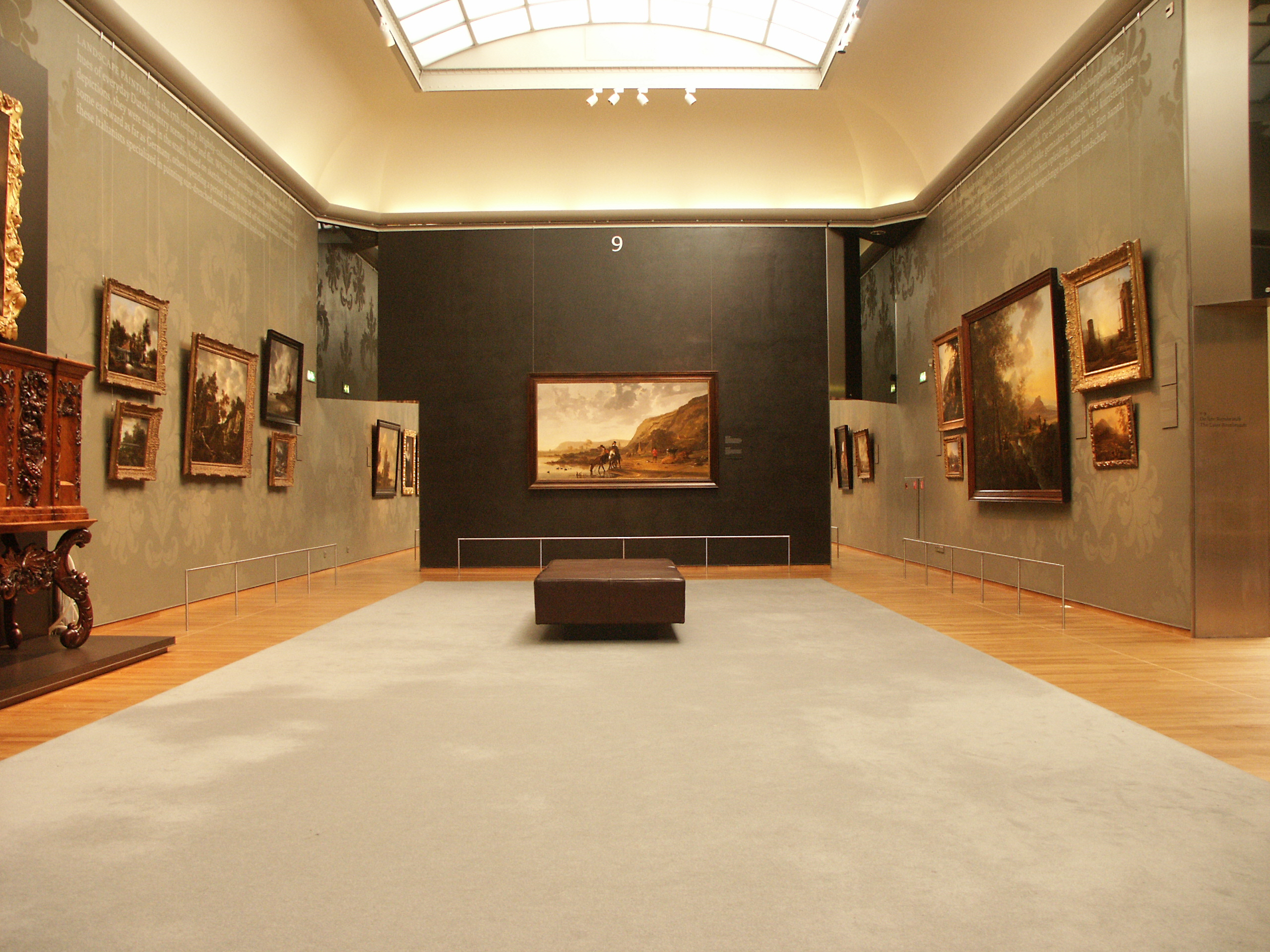
Zaal in de Zuidvleugel in 2005 ten tijde van de verbouwing van het hoofdgebouw

In latere jaren is de Rijtuigzaal dichtgebouwd. In 1996 is de Druckeruitbouw door architect Quist met het Fragmentengebouw gerestaureerd tot de Zuidvleugel, tegenwoordig de Philipsvleugel. Tijdens de verbouwing van het Rijksmuseumgebouw in 2003-2013 was de Zuidvleugel de hoofdtentoonstellingsruimte. Sinds 2014 is er onder meer het restaurant RIJKS® gevestigd.

## Collectie Drucker-Fraser (selectie)
| Inventarisnummer | Toeschrijving            | Titel                                                 | Datering        | Herkomst                             | Afbeelding |
| ---------------- | ------------------------ | ----------------------------------------------------- | --------------- | ------------------------------------ | ---------- |
| SK-A-2428        | Willem Maris             | Weide met koeien aan het water                        | 1895-1904       | Schenking Drucker-Fraser, 1910-04    |            |
| SK-A-2436        | Anton Mauve              | Het atelier van de Haarlemse schilder Frederik van Os | Ca. 1856-1857   | Schenking Drucker-Fraser, 1910-04    |            |
| SK-A-2453        | Jan Hendrik Weissenbruch | Ophaalbrug bij Noorden                                | Ca. 1890        | Schenking Drucker-Fraser, 1910-04    |            |
| SK-A-2598        | Jozef Israëls            | Joodse bruiloft                                       | 1903            | Schenking Drucker-Fraser, 1912-05-04 |            |
| SK-A-3580        | George Hendrik Breitner  | De Singelbrug bij de Paleisstraat in Amsterdam        | 1896 en/of 1898 | Legaat Drucker-Fraser, 1944          |            |
| SK-A-3584        | George Hendrik Breitner  | Meisje in witte kimono                                | 1894            | Legaat Drucker-Fraser, 1944          |            |
| SK-A-3585        | George Hendrik Breitner  | Schepen in het ijs                                    | 1901            | Legaat Drucker-Fraser, 1944          |            |
| SK-A-3591        | Isaac Israëls            | Twee meisjes in de sneeuw                             | Ca. 1890-1894   | Legaat Drucker-Fraser, 1944          |            |
| SK-A-3592        | Isaac Israëls            | Etalage                                               | 1894            | Legaat Drucker-Fraser, 1944          |            |
| SK-A-3597        | Isaac Israëls            | Ezeltje rijden langs het strand                       | Ca. 1890-1901   | Legaat Drucker-Fraser, 1944          |            |
| SK-A-3602        | Anton Mauve              | Morgenrit langs het strand                            | 1876            | Legaat Drucker-Fraser, 1944          |            |
| SK-A-3698        | Anton Mauve              | Bosrand                                               | 1848-1888       | Legaat Drucker-Fraser, 1944          |            |
| SK-A-3699        | Anton Mauve              | Bosrand aan het water                                 | 1848-1888       | Legaat Drucker-Fraser, 1944          |            |

Hoofdgebouw (Voorhal · Eregalerij · Nachtwachtzaal · Cuypersbibliotheek) ·
Philipsvleugel (Fragmentengebouw · Druckeruitbouw) ·
Teekenschool ·
tuin